# Beamly
Beamly é uma agência de marketing e tecnologia digital com sede em Londres, Reino Unido, e Nova Iorque, Estados Unidos.
A empresa foi fundada por Anthony Rose, o ex-diretor de tecnologia da BBC iPlayer, e Ernesto Schmitt, ex-diretor da EMI Music. Os diretores de cinema Simon Miller, Max Bleyleben e Alex Nunes também ajudaram na fundação. O serviço original foi lançado em outubro de 2011 pela Zeebox Limited, uma empresa britânica, na sua origem chamada tBone.